# Palais Wildenstein
Le Palais Wildenstein est un palais de la ville de Graz. Il est situé dans le premier arrondissement d'Innere Stadt. Aujourd'hui, le service de sécurité et de police de la circulation de la police d'État de Styrie y est hébergé.

## Histoire
Le vaste jardin appelé « in der Scheiben », sur lequel se trouve aujourd'hui le palais, appartenait à la ville au début du XVIIe siècle.
En 1702, deux bâtiments existants furent regroupés, agrandis et dotés d'une façade nouvelle et uniforme, sans doute par l'architecte Andreas Stengg. En 1732, le palais fut vendu au monastère de Saint-Lambrecht en Haute-Styrie et, après sa dissolution au cours des réformes Joséphine, il fut transformé en hôpital général. L'intérieur a été modifié, mais la façade extérieure est restée intacte. En raison d'un manque aigu d'espace, de vastes ailes ont été construites. A la fin du XIXe siècle, après l'achèvement de l'hôpital public de St Leonhard, la République d'Autriche a acheté le Palais Wildenstein au Land de Styrie et l'a aménagé en siège de la police. En 1966, une rénovation complète a eu lieu. Aujourd'hui, le département de sécurité et de police de la circulation de la police d'État de Styrie ainsi que le centre de détention de la police de Graz se trouvent dans les locaux.

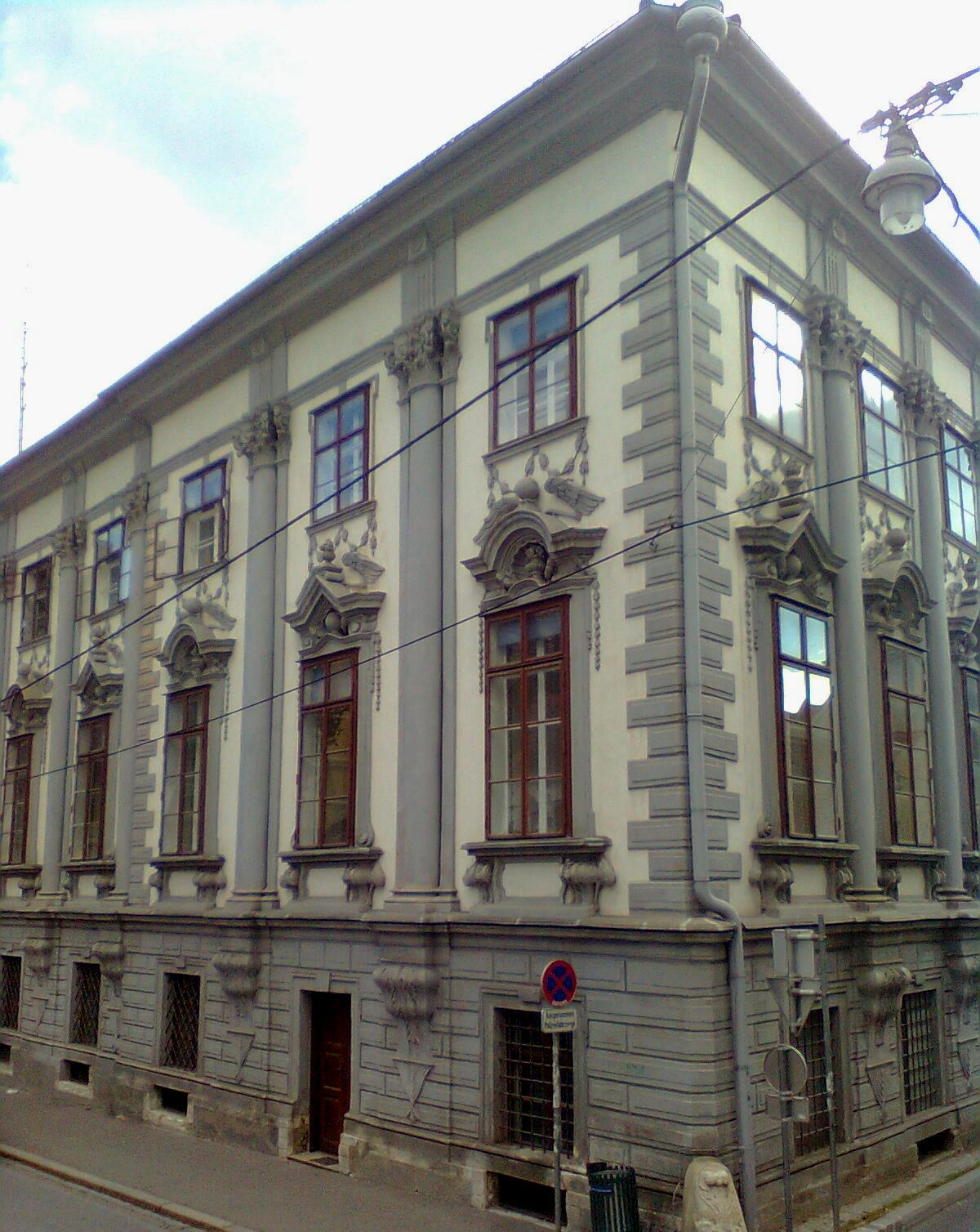
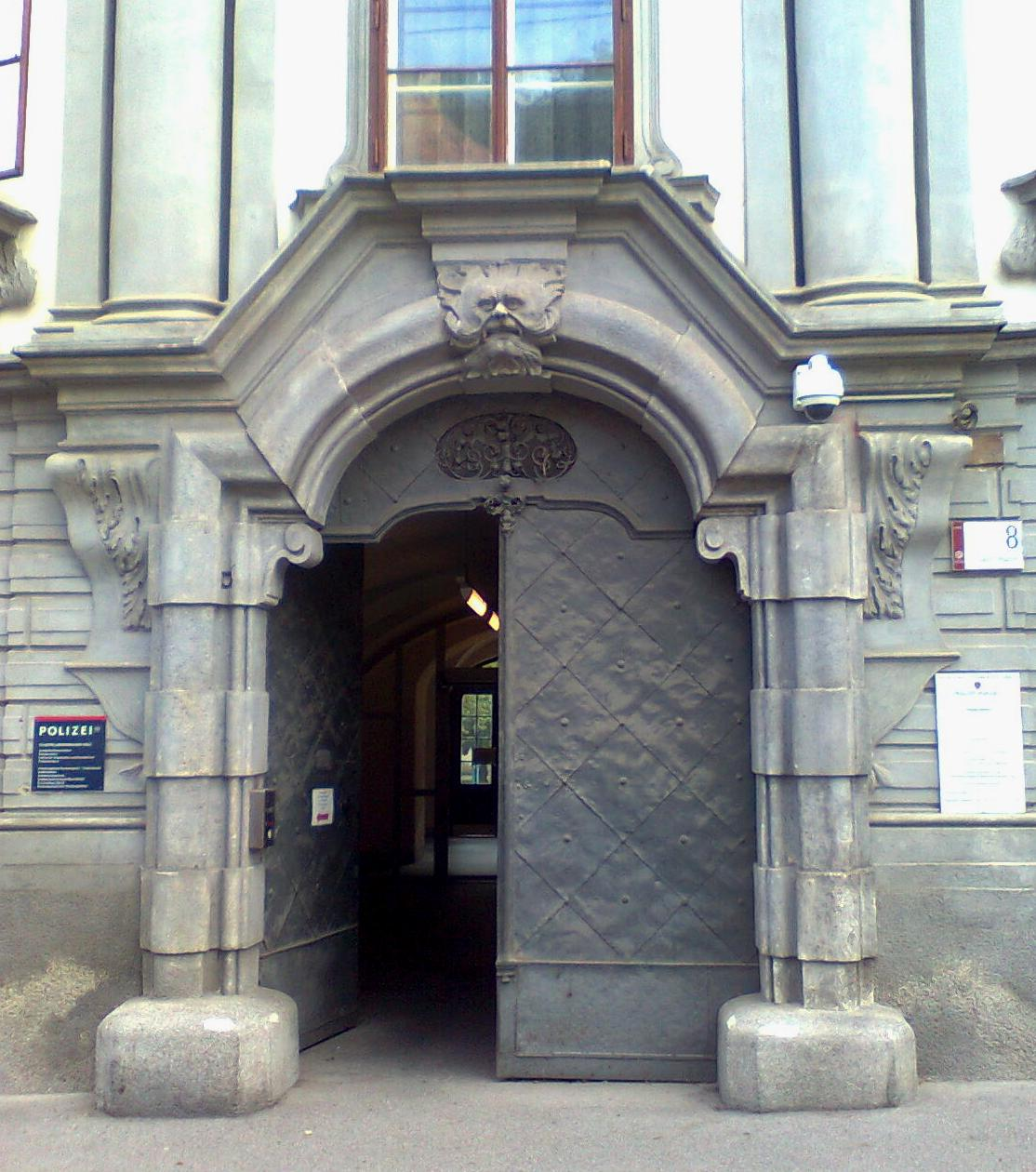
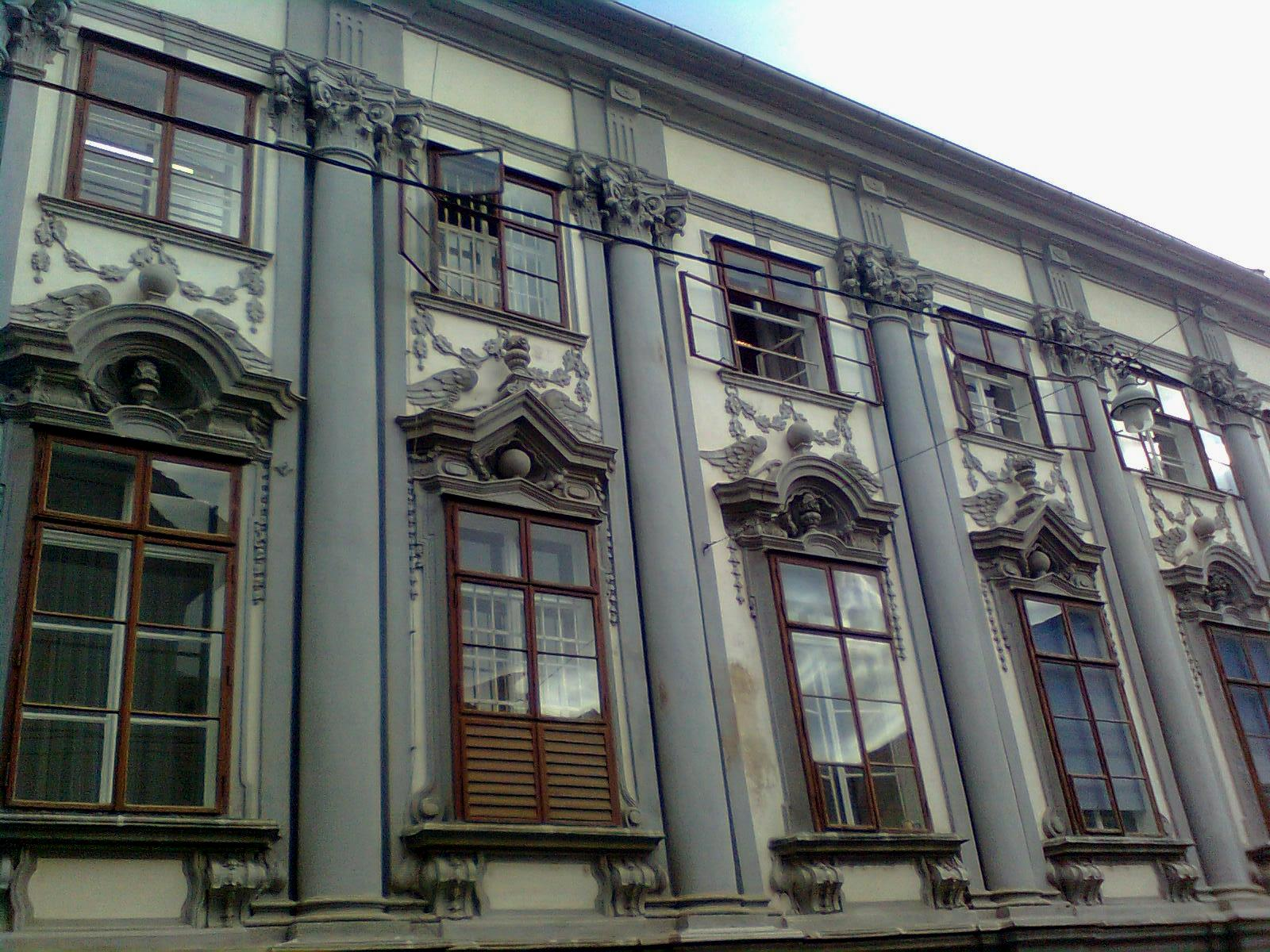

## Source de traduction
- (de) Cet article est partiellement ou en totalité issu de l’article de Wikipédia en allemand intitulé « Palais Wildenstein » (voir la liste des auteurs).